# André Segatti

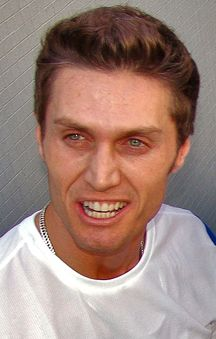
André Segatti

André Segatti (15 tháng 5 năm 1972 tại São Paulo) là diễn viên và người mẫu Brasil.

## Telenovelas
- 2009 - A Fazenda 2
- 2009 - Bela, a Feia - vai Ivo
- 2009 - A Lei e o Crime - vai Ferradura
- 2008 - Os Mutantes - Caminhos do Coração - Ernesto Medeiros
- 2007 - Caminhos do Coração - vai Ernesto Medeiros
- 2006 - Prova de Amor - vai Gerião Correia
- 1999 - Sai de Baixo
- 1999 - Chiquinha Gonzaga - vai Eduardo
- 1998 - A Turma do Didi - André
- 1998 - Torre de Babel - đại lý thuốc
- 1998 - Labirinto – vai Alex

## Các phim
- 2009 - Syndrome - Gregory
- 1999 - O Trapalhão e a Luz Azul - Davi/Príncipe Levi